# Visegrad 4 Bicycle Race Grand Prix Poland
Visegrad 4 Bicycle Race Grand Prix Poland – kolarski wyścig jednodniowy rozgrywany corocznie od 2014 w Polsce. Od początku istnienia znajduje się w kalendarzu UCI Europe Tour z kategorią 1.2. Wspólnie z wyścigami o Grand Prix Czech, Słowacji i Węgier tworzy cykl Visegrad 4 Bicycle Race.

## Zwycięzcy
Opracowano na podstawie:
| Rok  | Pierwsze            | Drugie               | Trzecie               |          |
| ---- | ------------------- | -------------------- | --------------------- | -------- |
| 2014 | Erik Baška          | Jiří Hochmann        | Artur Detko           |          |
| 2015 | Bartosz Warchoł     | Leszek Pluciński     | Tomáš Koudela         |          |
| 2016 | Łukasz Owsian       | Marek Rutkiewicz     | Dariusz Batek         |          |
| 2017 | Kamil Zieliński     | Rok Korošec          | Sylwester Janiszewski |          |
| 2018 | Maciej Paterski     | Vojtěch Hačecký      | Eryk Latoń            |          |
| 2019 | Alois Kaňkovský     | Maciej Paterski      | Paweł Franczak        |          |
| 2020 | odwołany            | odwołany             | odwołany              | odwołany |
| 2021 | Itamar Einhorn      | Alois Kaňkovský      | Matteo Pongiluppi     |          |
| 2022 | Marceli Bogusławski | Tomáš Bárta          | Itamar Einhorn        |          |
| 2023 | Itamar Einhorn      | Eduard-Michael Grosu | Maciej Paterski       |          |
| 2024 | Lukáš Kubiš         | Tomasz Budziński     | Bartłomiej Proć       |          |